# Smena (revue)
Smena (en russe : Смена ; littéralement « Relève » ou « Changement ») est une revue illustrée russe à forte tradition littéraire fondée à Moscou en 1924. 

## Histoire
Dans les années 1920, Smena publie les premières œuvres de Mikhaïl Cholokhov et Alexandre Grine, les poèmes de Vladimir Maïakovski. Dans les années 1930, parmi les auteurs publiés on retrouve Constantin Paoustovski, Lev Kassil, Valentin Kataïev. À cette époque on peut y lire les extraits du roman Pierre le Grand d'Alexis Tolstoï et son conte La Petite Clé d'or ou Les Aventures de Bouratino. Valeria Guerassimova y collabore de 1936 à 1938.